# Monophyllaea brevipes
Monophyllaea brevipes är en tvåhjärtbladig växtart som beskrevs av Spencer Le Marchant Moore. Monophyllaea brevipes ingår i släktet Monophyllaea och familjen Gesneriaceae. Inga underarter finns listade i Catalogue of Life.